# Mårås naturreservat
Mårås är ett naturreservat i Långaryds socken i Hylte kommun i Småland (Hallands län). Det är beläget vid Jansbergssjöns norra strand.
Området är 45 hektar stort, är skyddat sedan 1978 och beläget mellan orterna Hyltebruk och Landeryd.

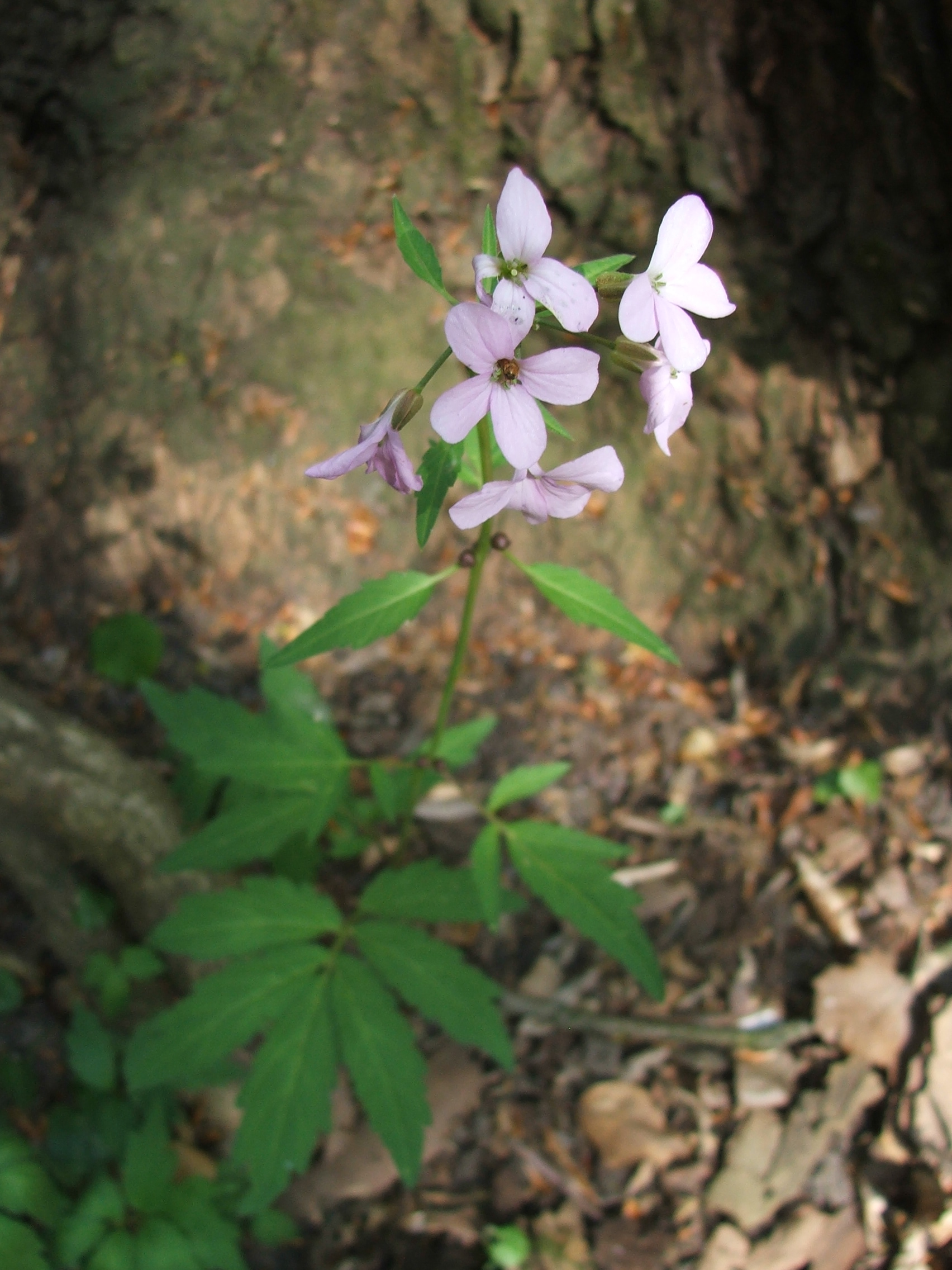
Tandrot

Här växte tidigare Nordens äldsta bok, 400 år gammal. På en västsluttning växer en drygt hundraårig bokskog. I öster finns en bergsformering som når 175 meter över havet. På denna bergshöjd är skogen uppemot 300 år gammal. Denna del av reservatet har varit skyddad sedan 1952. Här växer arter såsom lunglav, almlav och bokfjädermossa. Koralltaggsvamp, blåsippa och tandrot är andra exempel på växter i reservatet.
I området finns ett större röse som utgör ett gravmonument från brons- eller järnåldern.